# Джонсон, Лоренс Александр Сидни
Ло́ренс Алекса́ндр Си́дни Джо́нсон (англ. Lawrence Alexander Sidney Johnson, 1925—1997) — австралийский ботаник.

## Биография
Лоренс Джонсон родился 26 июня 1925 года в пригороде Сиднея Челтнеме в семье Элджернона Сидни Джонсона и Эмили Маргарет Мэнсон-Джонсон. Начальное образование получал в Сиднее и Парраматте. С 1941 года изучал ботанику в Сиднейском университете. В 1948 году окончил его, защитив диссертацию, представлявшую собой переработку систематики семейства Казуариновые.
С 1948 года Джонсон работал в гербарии Сиднейского ботанического сада. Он занимался обработкой гербарных образцов семейства Саговниковые для соответствующего раздела Flora of New South Wales. Затем Лоуренс Джонсон исследовал систематику рода Эвкалипт, предложил разделить его на 12 более мелких родов.
В 1962—1963 годах Джонсон работал в гербарии Кью в Лондоне. С 1972 года Лоуренс был директором Сиднейского ботанического сада. В 1979 году он получил поддержку государства на создание полной монографии флоры Австралии. Под его руководством в саду было построено несколько новых зданий и лабораторий. В 1981 году Джонсон принимал участие в организации XIII Международного ботанического конгресса.
В 1985 году Лоренс Джонсон ушёл с должности директора ботанического сада, продолжив работу почётным научным сотрудником и будучи назначенным почётным директором. Через несколько лет он был лишён последнего статуса из-за разногласий с администрацией ботанического сада, однако в 1997 году был восстановлен в этом статусе.
В 1997 году в Джонсона была диагностирована опухоль мозга. Скончался 1 августа 1997 года.

## Роды и некоторые виды растений, названные в честь Л. Джонсона
- Lasjia P.H.Weston & A.R.Mast, 2008
- Bassia johnsonii Ising, 1964 [≡ Sclerolaena johnsonii (Ising) A.J.Scott, 1978]
- Daphnandra johnsonii Schodde, 2007
- Davidsonia johnsonii J.B.Williams & G.J.Harden, 2000
- Eucalyptus johnsoniana Brooker & Blaxell, 1978
- Grevillea johnsonii McGill., 1975
- Macrozamia johnsonii D.L.Jones & K.D.Hill, 1992
- Notelaea johnsonii P.S.Green, 1968
- Typhonium johnsonianum A.Hay & S.Taylor, 1996
- Xanthorrhoea johnsonii A.T.Lee, 1966